# Myzus kalimpongensis
Myzus kalimpongensis är en insektsart. Myzus kalimpongensis ingår i släktet Myzus och familjen långrörsbladlöss. Inga underarter finns listade i Catalogue of Life.